# The Sims 3: Cestovní horečka
The Sims 3: Cestovní horečka (v originále The Sims 3: World Adventures) je první datadisk ke hře The Sims 3. Jsou tu tři nové oblasti: Čína, Francie a Egypt. V každé oblasti se dá sehnat něco jiného například v Egyptě se můžete podívat do legendární Sfingy a naopak ve Francii do světoznámé Eiffelovky, kterou si ovšem musíte postavit pomocí menu (Eiffelova věž). Každý výlet je samozřejmě za nějaké simoleony. V Číně lze také nalézt „kouzelnou sekeru“ která prorazí každý balvan. V Egyptě lze narazit na hrozivou mumií, která vás může proklít smrtelnou kletbou.

## Vlastnosti
Oko fotografa: Simíci s touto vlastností milují a vynikají v dovednosti fotografování. Naučí se rychleji fotografovat, jejich fotografie stojí více simoleonů a mají k dispozici speciální sociální vazby týkající se fotografování.
Disciplinovaný: Disciplinovaní Simíci excelují v bojových uměních. Díky své trpělivosti a odhodlání se učí bojová umění rychleji, mají méně neúspěchů a lépe se jim daří v zápasech a v přerážení desek.
Dobrodruh: Dobrodruzi se rádi vydávají na dobrodružství a získávají náladu, když navštěvují nové oblasti a prozkoumávají hrobky. Dokážou rychleji získávat body víza a nejsou tak unavení, když se vrátí z cest domů.

## Dovednosti
Dovednost fotografování: Fotoaparát lze získat v každém obchodě se smíšeným zbožím. Simíci, kteří mají v inventáři fotoaparát mohou fotit vše kolem sebe. Čím jste vyšší úroveň ve fotografování, tím své fotky prodáte dráž. Můžete si i uspořádat vlastní sbírku fotek.
Výroba nektaru: Její základ je ve Francii. Tady můžete slisovat všechny druhy ovoce a vyrobit kvalitní nápoj (nektar). Zdokonalovat se můžete buďto čtením knížek, které si koupíte ve Francii, nebo přímo ve Francii vyrábět nápoje (nektary). Stroj na výrobu nektaru si můžete koupit ve smíšeným zbožím ve Francii. Čím vyšší úroveň, tím kvalitnější bude nápoj!
Bojová umění: Bojová umění se lze naučit v Číně, nebo přímo doma, ale budete si muset koupit tréninkového panáka, nebo seku na přerážení. Jakmile dosáhnete úrovně 3 můžete vyzvat Simíka na souboj, čím vyšší jste úroveň, tím máte vyšší šanci na výhru. Jak jsou vaše úrovně výš a výš můžete prorážet tvrdší a tvrdší desky, jakmile se dostanete k měsíčnímu kameni a prorazíte ho náhodně vám vypadnou pár drahokamů.

## Celoživotní odměny
Bezstarostný: Simíci dokážou naplnit svou potřebu zábavy rychleji, takže budou zkrátka šťastnější!
Už žádné účty: Přesně tak, Simíci už nebudou platit žádné účty! Ano!
Smetánka: Skvělá odměna pro náruživé cestovatele, Simíci budou moci cestovat levněji!
Meditativní extáze: Díky pokročilým spacím technikám potřebují tito Simíci jen pár hodin spánku denně!
Připravený cestovatel: Cestování ve skupině prodlužuje trvání dobrodružství.
Zkušený lovec relikvií: Tito Simíci si lépe vedou při sběru relikvii
Změna chutí: Co by byl život beze změn? Nahraďte Simíkova oblíbená jídla něčím chutnějším.
Žádná závist: Nebojte se nepatrně nebo i patrněji usmát na toho atraktivního Simíka přes ulici!
Nepatřičný, ale v dobrém slova smyslu: Na návštěvě se můžete chovat podle svého, aniž byste se museli strachovat, že vám vynadají za nepatřičné chování.
Kamenné srdce: Emoce se přeceňují. Při odmítnutí, ponížení, dokonce ani při ztrátě přítele nepřijdete o žádné emoce.

## Režimy stavby a nákupu
Stavba: Nové střešní ozdoby, sochy,….
Nákup: Nový styl oblečení, a různé maličkosti z oblastí např.: držák na kadidlo nebo dokonce stroj na výrobu sušenek štěstí, nebo pokud váš Simík bude mít štěstí na cestách může narazit na kouzelného skřítka atd.

## Nové příkazové tlačítko
Ve hře The Sims 3, když zmáčknete tlačítko „K“ tak vstoupíte do deníku dobrodružství, ve kterém najdete kolik víza máte v jaké oblasti, momentální úkoly, a také můžeme vidět jaké relikvie jsme sebrali do určitých sbírek z kterékoliv oblasti.